# کشتی بخار کلاس کامرون
کشتی بخار کلاس کامرون (به انگلیسی: Cameron-class steamer) یک کلاس از کشتی است که طول آن ۴۶۴–۴۸۸ فوت (۱۴۱–۱۴۹ متر) می‌باشد.